# Nsaw
Nsaw (Nso), crnački bantoidni narod, oko 125,000 pripadnika (1987 SIL), naseljen u Kamerunu u provinciji North West i manjm dijelom u nigeriskoj državi Taraba. Glavno plemensko središte je Kumbo, grad poznat po konjskim utrkama. Vođa cijelog Nsaw naroda je fon, poglavica ili kralj što stoluje u palači s mnogo ženba i djece, a što poznaju i još neki narodi u Kamerunu. Govore jezikom lamnso'. 